# Saint-Hippolyte (Doubs)
Saint-Hippolyte is een gemeente in het Franse departement Doubs (regio Bourgogne-Franche-Comté). De plaats maakt deel uit van het arrondissement Montbéliard. Saint-Hippolyte telde op 1 januari 2022 965 inwoners.

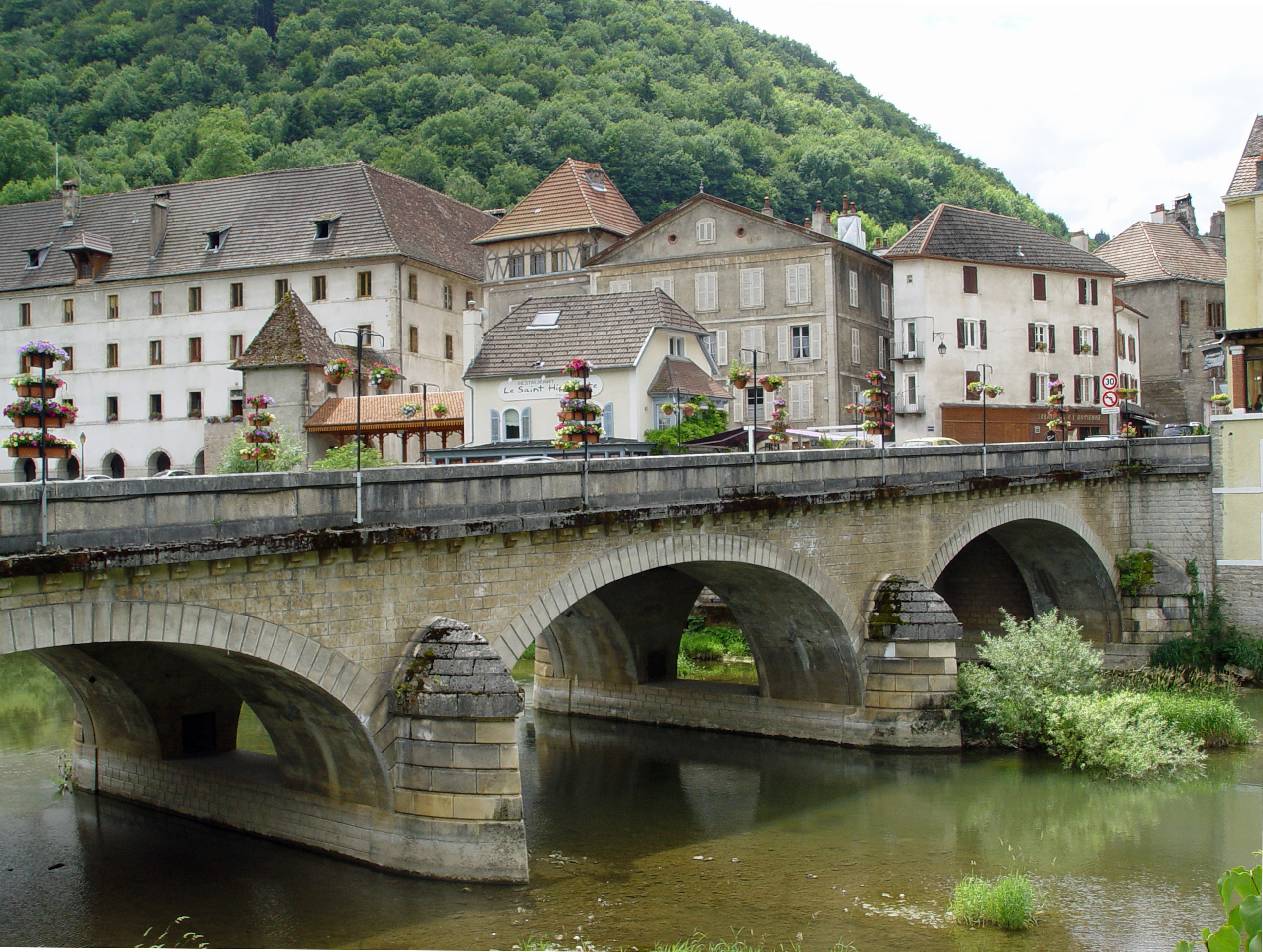
Brug in Saint-Hippolyte
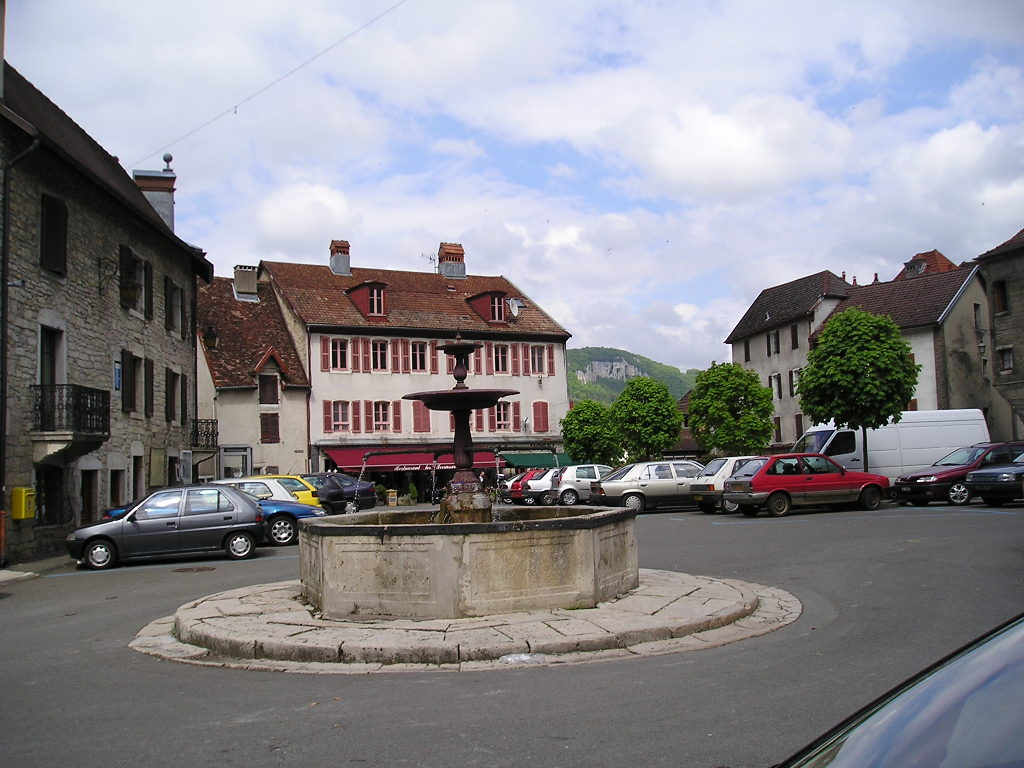
Centrum van Saint-Hippolyte
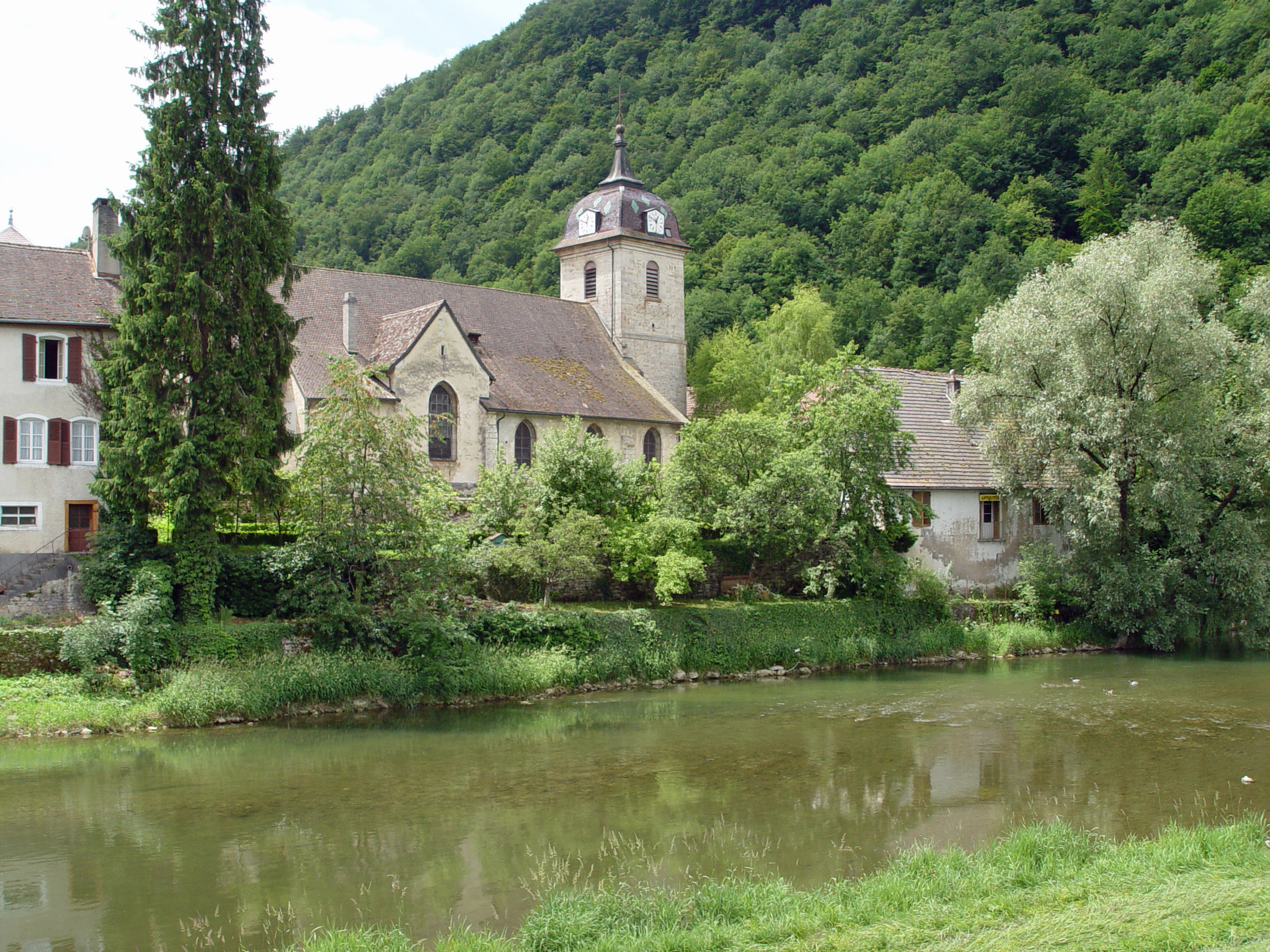
Kerk van Saint-Hippolyte

## Geografie
De oppervlakte van Saint-Hippolyte bedraagt 11,01 vierkante kilometer; de bevolkingsdichtheid is 81 inwoners per km² (per 1 januari 2019).
De onderstaande kaart toont de ligging van Saint-Hippolyte met de belangrijkste infrastructuur en aangrenzende gemeenten.

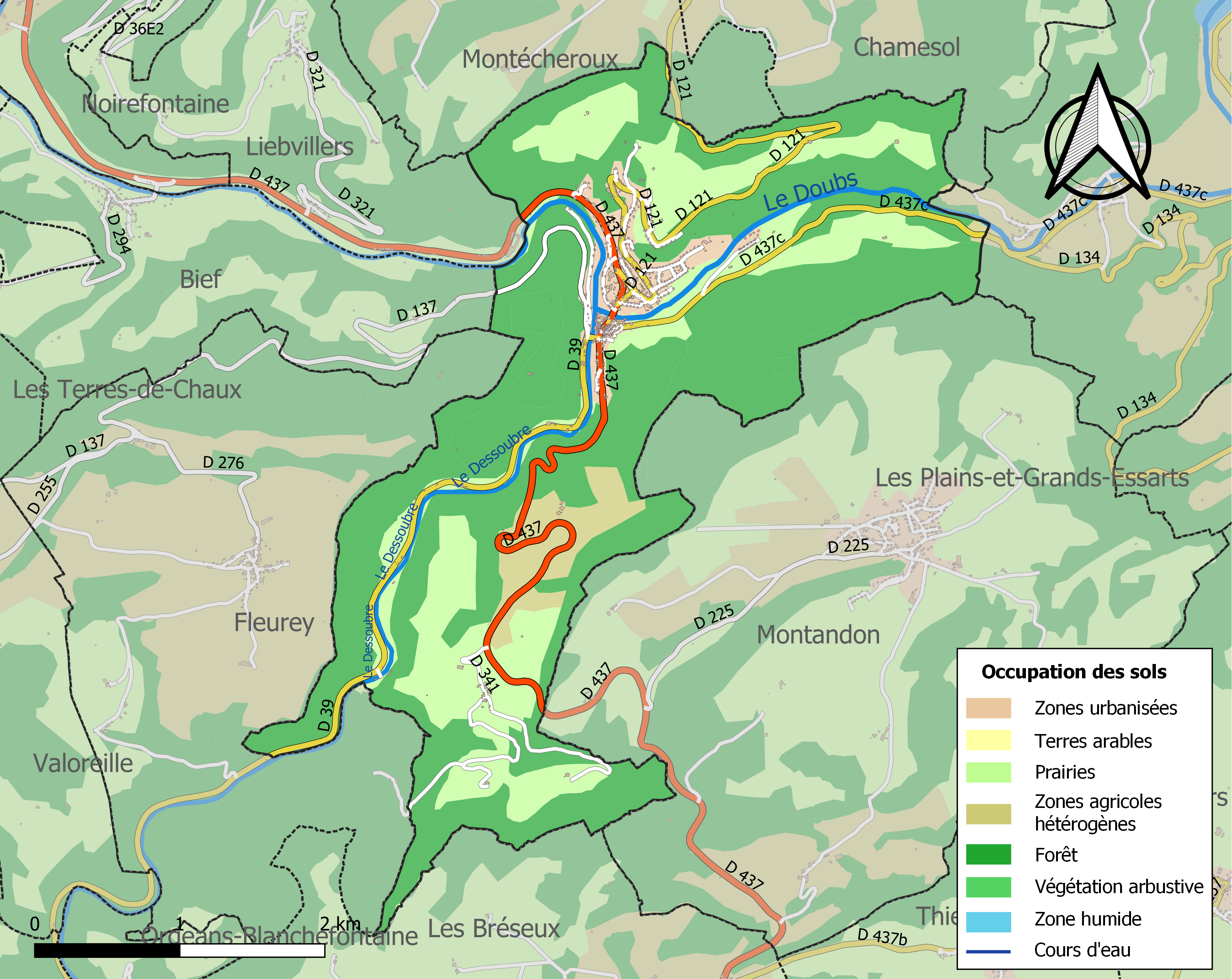

## Demografie
Onderstaande figuur toont het verloop van het inwonertal (bron: INSEE-tellingen).